# Cantón de Issy-les-Moulineaux-Este
El cantón de Issy-les-Moulineaux-Este era una división administrativa francesa, que estaba situada en el departamento de Altos del Sena y la región de Isla de Francia.

## Composición
El cantón estaba formado por una fracción de la comuna que le daba su nombre:
- Issy-les-Moulineaux (fracción)

## Supresión del cantón de Issy-les-Moulineaux-Este
En aplicación del Decreto nº 2014-256 de 26 de febrero de 2014, el cantón de Issy-les-Moulineaux-Este fue suprimido el 22 de marzo de 2015 y su fracción de comuna pasó a formar parte del nuevo cantón de Issy-les-Moulineaux.